# 温疫论
《温疫论》亦作《瘟疫论》，中医温病学著作，为现存最早的一部论述急性传染病、温疫病治法的专著。全书分上下两卷，补遗一卷，明朝吴有性（吴又可）著。

## 歷史背景
吴有性是明末著名医学家。南直隶吴县人。崇祯十四年（1641年），人民生活极度贫困，温疫流行，山东、浙江、南北直隶等地感染者甚众，到五六月份情况更严重。江南一带，“一巷百余家，无一家仅免；一门数十口，无一口仅存者”。当时医者误用伤寒法治疗，毫无效果。温疫误用伤寒治法死亡率很高，使许多患者“不死于病，乃死于医”。他深感“守古法不合新病”，不顾危险，密切观察，静心研究病因、病情，对病因、病机深入探求。提出戾气病因说，指出温疫“非寒非热，非暑非湿，乃天地间别有一种异气所感”，疫病流行“不可以年岁四时为拘，盖非五运六气所能定”，是感染“异气”（又名疠气、杂气或戾气）所致，病由口鼻而入，与伤寒之症虽症状相似，其实不同。

## 全書特色
吴有性对瘟疫病因和传染途径的认识，较之前人有较大突破。从而为传染病的认识和治疗开创了新的途径。吴氏参考古今医案，创造了一些实用有效的治法。并将个人心得及平日所用有效方法，于崇祯十五年（1642年）著成本书。书中共分93论，上卷载文50篇，阐发温疫病因、病机、证候及治疗，论述温疫与伤寒不同之理；下卷载文33篇，叙述温疫各兼挟症。指出了瘟疫与伤寒的鉴别和治法，详细记载了瘟疫病因、初起、病机、传变途径、发病规律及治疗方法。创“温疫疠气”病因学说，认为疫病是由戾气从口鼻侵入体内引起，用药可制服。戾气不同，引起的疫病不同，侵犯的脏腑亦不同。且痘疹与疔疮的化脓感染亦由戾气引起。见解独到，发展了古代六淫致病学说，在世界传染病流行病史上处于领先地位。本书亦很重视热性病的食疗，载有“论食”一节。

## 版本
《四库全书总目提要》有其较详辑要，清代的《结一庐书目》、《八千卷楼书目》、《壬子文澜阁所存书目》等均载其著录。历代版本很多，现存主要版本有清初刻本、清圣祖康熙二十四年乙丑（1685年）葆真堂刻本和康熙三十九年（1709年）积秀堂版本。乾隆年间，洪天锡予以补注。其后，从清代至民国间版本迭出，不下45种。人民卫生出版社根据郑重光补注本《温疫论补注》出版了影印本。

## 外部連結
- 溫疫論 中藥方劑圖像數據庫 (香港浸會大學中醫藥學院) （中文）（英文）